# Biennale für aktuelle Fotografie

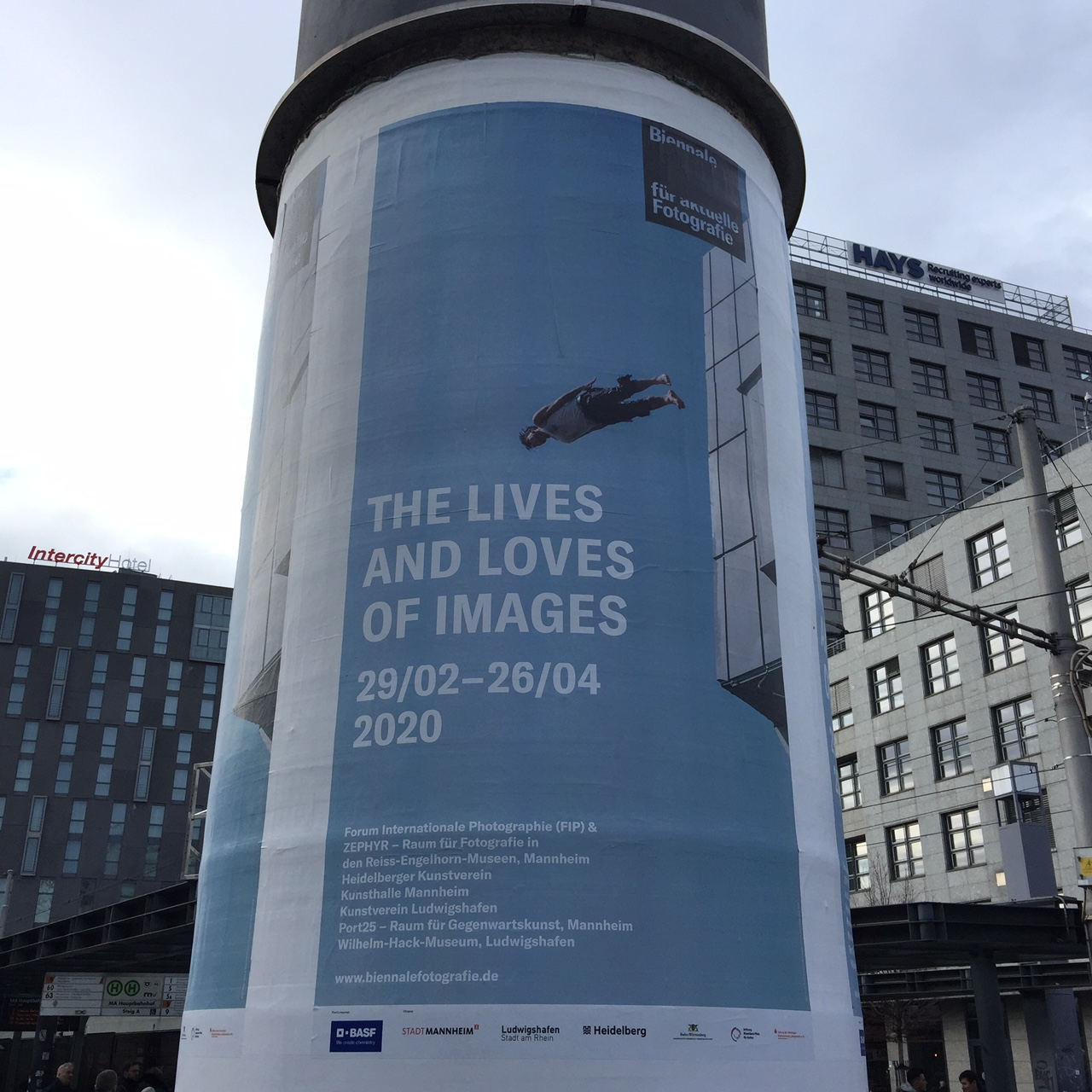
Veranstaltungsplakat der Biennale für aktuelle Fotografie 2020, Titel: „The Lives and Loves of Images“

Die Biennale für aktuelle Fotografie fand von 2005 bis 2022 alle zwei Jahre in der Metropolregion Rhein-Neckar statt. Sie war Deutschlands größtes kuratiertes Fotofestival und hatte sich als eine viel beachtete, internationale Fotobiennale etabliert. Einmalig war die Verbindung verschiedener Ausstellungshäuser in den drei Städten Mannheim, Ludwigshafen und Heidelberg.

## Geschichte
Das Festival ging aus den Fototagen Herten hervor, die von 1991 bis 2001 sechs Mal vom BildForum e.V. in Herten veranstaltet wurden. Vom 16. Juni bis zum 10. Juli 2005 fand das Festival, noch als 7. Internationale Fototage Mannheim/Ludwigshafen, zum ersten Mal in der Rhein-Neckar-Region statt. Zahlreiche Ausstellungen der Themenbereiche „Contemporary American Photography“ und „Die Kunst Deutsche(r) zu sein“ wurden in Mannheim, Ludwigshafen, Heidelberg, Speyer, Viernheim, Worms und Freinsheim gezeigt. Die Ausstellungsorte waren unter anderen die Kunsthalle Mannheim, das Wilhelm-Hack-Museum, Kunstvereine und Galerien. Unter den ausgestellten Fotografen befanden sich namhafte Künstler wie Isolde Ohlbaum, Larry Fink, Gerhard Vormwald, Horst Hamann, Klaus Staeck und Alex Webb. Die Ausstellungen wurden von Vorträgen, Symposien, Seminaren sowie einem Filmprogramm flankiert.
Von 2007 bis 2016 wurde die Biennale Fotofestival Mannheim Ludwigshafen Heidelberg genannt.  Seit 2007 haben sich konstante Ausstellungsorte etabliert, etwa die Kunsthalle Mannheim, das Zephyr, das Wilhelm-Hack-Museum und der Kunstverein Ludwigshafen, sowie der Heidelberger Kunstverein. 2013 wurde erstmals auch in der Stadtgalerie Mannheim ausgestellt, deren Nachfolge-Galerie Port25 ab dem Jahr 2015 eine Ausstellung beherbergt. Immer wieder sind auch Installationen im öffentlichen Raum zu sehen, etwa auf dem Mannheimer Alten Messplatz. Im Jahr 2013 konnte die international renommierte Fotoagentur Magnum Photos als Kooperationspartner gewonnen werden. Positionen von Magnum-Fotografen, die sich mit geografischen, politischen, wirtschaftlichen und privaten Territorien im physischen und metaphorischen Sinne auseinandersetzen, wirkten als wahrer Besuchermagnet. 2013 zählte das Festival 43.000 Besucher, gegenüber 27.000 im Jahr 2011.
Im Jahr 2015 kuratierte Urs Stahel, Gründer des Fotomuseums Winterthur und bekannt als Kurator des MAST, das 6. Fotofestivals Mannheim-Ludwigshafen-Heidelberg. Unter dem Motto „7 Orte, 7 Prekäre Felder“ wurden in einer Mischung aus dokumentarischen und künstlerischen Arbeiten die Themenfelder „High-Tech, Logistik & Migration“, „Gewalt und Zerstörung“, „Urbanismus & Real Estate“, „Geld und Gier“, „Wissen, Ordnung, Macht“, „Ich-Fest & Selbst-Stress“ sowie „Kommunikation und Kontrolle“ untersucht und in Wandbildern, Projektionen, Installationen, Vitrinen-Arbeiten, Filmen und Videos als prekäre Felder unserer heutigen Gesellschaft aufgezeigt. Die sechste Auflage des Festivals zog 36.000 Besucher an.
In 2017 zeigte die Biennale für aktuelle Fotografie unter dem Titel „Farewell Photography“ aktuelle Fotografie Arbeiten von mehr als 90 internationalen Künstlern. Für das Ausstellungskonzept zeichnete ein Kuratorenkollektiv – Florian Ebner, Fabian Knierim, Boaz Levin, Kerstin Meincke, Christin Müller und Kathrin Schönegg – verantwortlich. In den Ausstellungen im Wilhelm-Hack-Museum, Heidelberger Kunstverein, Kunstverein Ludwigshafen, Port25 – Raum für Gegenwartskunst, Zephyr – Raum für Fotografie in den Reiss-Engelhorn-Museen, in der Sammlung Prinzhorn und im Mannheimer Wasserturm untersuchten die Kuratoren, wie sich das Verständnis von der Fotografie angesichts der Umbrüche von analog zu digital verändert, welche Bilder übersehen werden oder neu betrachtet werden sollten, und wie die vielfältigen Abschiede von der klassischen Fotografie die sozialen, journalistischen und künstlerischen Praktiken prägen. Dabei erreichte die Biennale mit acht Ausstellungen in sieben teilnehmenden Ausstellungshäusern und einem umfangreichen Rahmen- und Vermittlungsprogramm rund 41.000 Menschen. Die Biennale verbindet übergreifende Kulturinstitutionen in 3 Städten die 2 Bundesländern angehören, die Realisierung wird ermöglicht durch ein Netz aus Sponsoren, Förderern und Partnern.
Die  Biennale 2020 wurde von dem englischen Autor und Kurator David Campany kuratiert. Sie sollte vom 29. Februar bis zum 26. April 2020 stattfinden. In sechs Ausstellungshäusern in Mannheim, Ludwigshafen und Heidelberg wurden dabei Arbeiten von über 70 internationalen Fotografen und Fotografinnen gezeigt. Begleitend zu den Ausstellungen war ein umfangreiches Rahmenprogramm mit Führungen, Künstlergesprächen, Workshops und Sonderaktionen wie der „Langen Nacht der Fotografie“ am 18. April geplant. Wegen der COVID-19-Pandemie wurden im März 2020 alle Ausstellungshäuser geschlossen und stattdessen ein virtueller Rundgang eingerichtet.
Im Juni 2023 wurden Shahidul Alam, Tanzim Wahab und Munem Wasif aus Bangladesch als Kuratoren für die Biennale 2024 berufen. Im November 2023 wurde die Biennale 2024 abgesagt, nachdem Shahidul Alam auf Facebook antisemitische Postings veröffentlicht hatte und unter anderem den Krieg zwischen der Hamas und Israel mit dem Holocaust verglichen und Israel einen Genozid an den Palästinensern vorgeworfen hatte. Tanzim Wahab und Munem Wasif war angeboten worden, die Biennale alleine zu kuratieren, was diese aber ablehnten.
Bereits 2023 hatte der Hauptsponsor, die BASF, angekündigt, sein Engagement nach 2024 zu beenden und die drei Städte Mannheim, Ludwigshafen und Heidelberg beschlossen 2025, die Biennale nicht weiterzuführen.

## Leitgedanken
- 2005 „Contemporary American Photography“ und „Die Kunst Deutsche(r) zu sein“
- 2007 „Reality Crossings“
- 2009 „Images Recalled-Bilder auf Abruf“
- 2011 „The Eye is a lonely Hunter:Images of Humankind“
- 2013 „Grenzgänge. Magnum:Trans Territories“
- 2015 „7 Orte, 7 Prekäre Felder“
- 2017 „Farewell Photography“
- 2020 „The Lives and Loves of Images“
- 2022 „From Where I Stand“

## Preisträger
- 2007 vergab die Deutsche Gesellschaft für Photographie den Erich-Salomon-Preis an Letizia Battaglia
- 2009 Kulturpreis der Deutschen Gesellschaft für Photographie an Wolfgang Tillmans
- 2011 Kulturpreis der DGPh an Klaus Honnef
- 2013 Erich-Salomon-Preis an Paolo Pellegrin[19]